# Oldhamstocks Parish Church

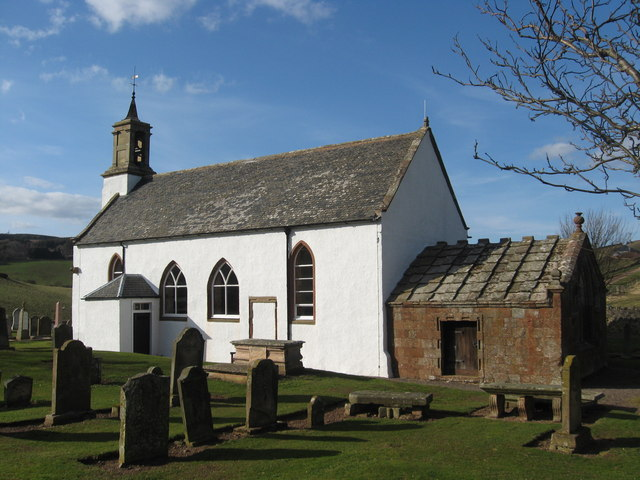
Oldhamstocks Parish Church

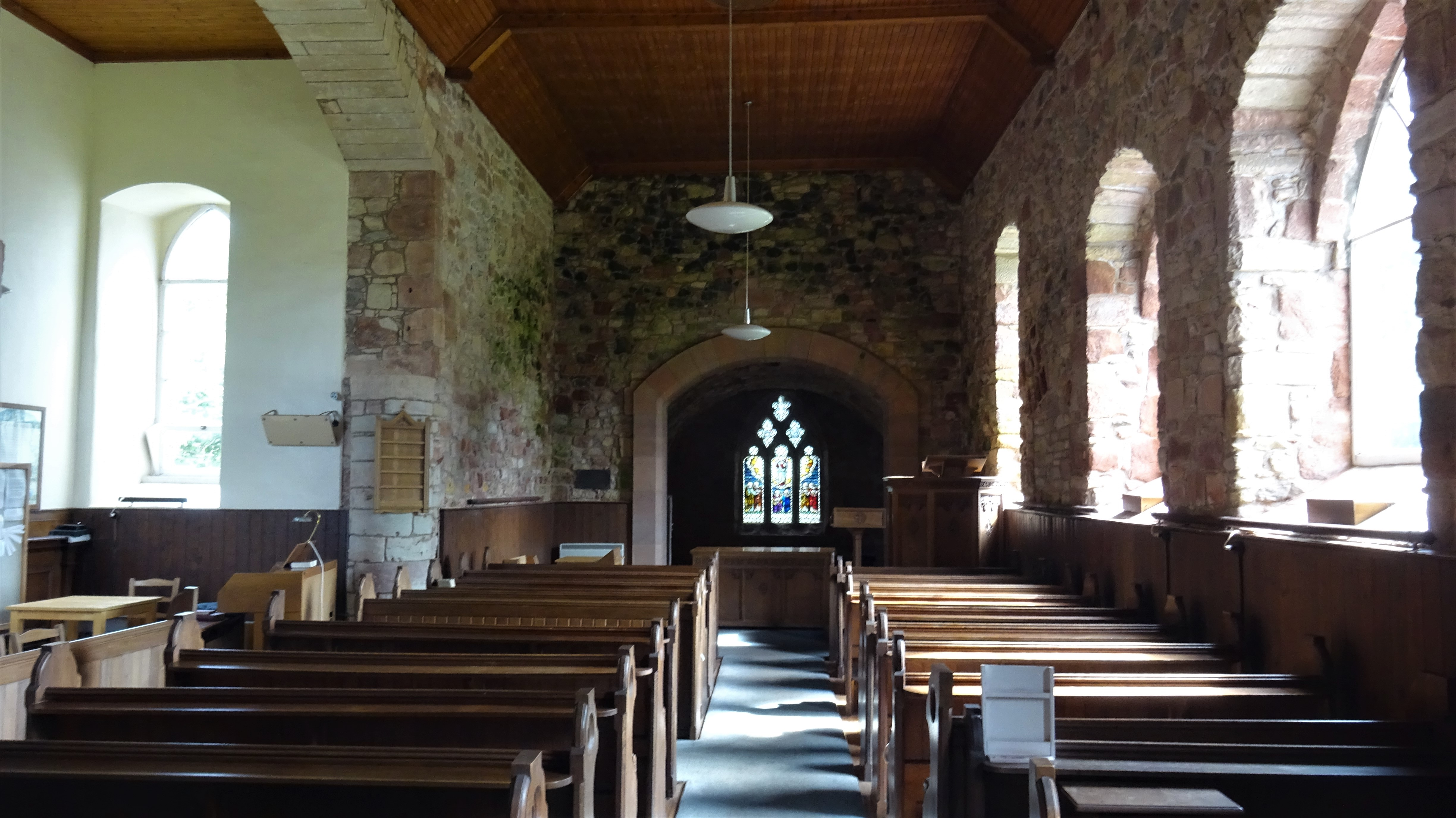
Innenraum

Die Oldhamstocks Parish Church ist ein Kirchengebäude in dem schottischen Weiler Oldhamstocks in der Council Area East Lothian. 1971 wurde das Bauwerk in die schottischen Denkmallisten in der höchsten Kategorie A aufgenommen.

## Geschichte
Bereits im Jahre 1127 wurde eine dem Heiligen Michael geweihte Kirche am Standort erwähnt. Eine Plakette am Friedhofseingang nennt 1242 als Baujahr der Keimzelle der heutigen Kirche. Dies harmoniert grob mit einer Schätzung, welche als Baujahr das 14. Jahrhundert nennt. Die ältesten Fragmente des heutigen Gebäudes dürften von diesem Gebäude stammen. Ein Anbau wurde im Jahre 1581 hinzugefügt. Die heutige Kirche entstand im Wesentlichen im Jahre 1701, wobei jedoch Fragmente des Vorgängerbauwerks integriert wurden. Der Glockenturm entstand im späten 18. Jahrhundert. Möglicherweise ist das Fundament jedoch älteren Datums. Der zugehörige Parish nimmt eine Fläche von rund 30 km2 ein. Seine Grenzen wurden im Rahmen der Gebietsreform von 1889 neu gezogen. Um 1860, 1907 und ein weiteres Mal zwischen 1925 und 1927 wurde der Innenraum modernisiert.

## Beschreibung
Die Oldhamstocks Parish Church liegt am Westrand von Oldhamstocks. Die Kirche weist einen T-förmigen Grundriss auf, wobei sich der Eingang an einem kleinen Vorbau mit Walmdach an der Südseite befindet. Der einstige Eingang an der rechten Seite ist heute durch Mauerwerk verschlossen. Die Südfassade ist vier Achsen weit und mit zwei außenliegenden Lanzettfenstern gestaltet, die zwei Spitzbogenfenster flankieren. Links befindet sich eine Sonnenuhr mit steinernem Gnomon. Rechts schließt sich der im 16. Jahrhundert hinzugefügte Hepburn Aisle an. Ungleich der Harl-verputzten Kirche, liegt an diesem das rote Sandsteinmauerwerk frei. Wappenplatten mit den Initialen „TH“ und „MS“ flankieren das spitzbögige Drillingsfenster an der Ostseite. Das Dach des Anbaus ist mit Steinplatten eingedeckt. An der Westseite tritt der Glockenturm leicht hervor. Er ist mit einer Türe am Fuß und einem höhergelegenen Schlitzfenster gestaltet. Auf dem Turm sitzt ein offenes Geläut auf. Die Satteldächer sind mit grauem Schiefer eingedeckt.